# 十字架を担うキリスト (エル・グレコ、プラド美術館)

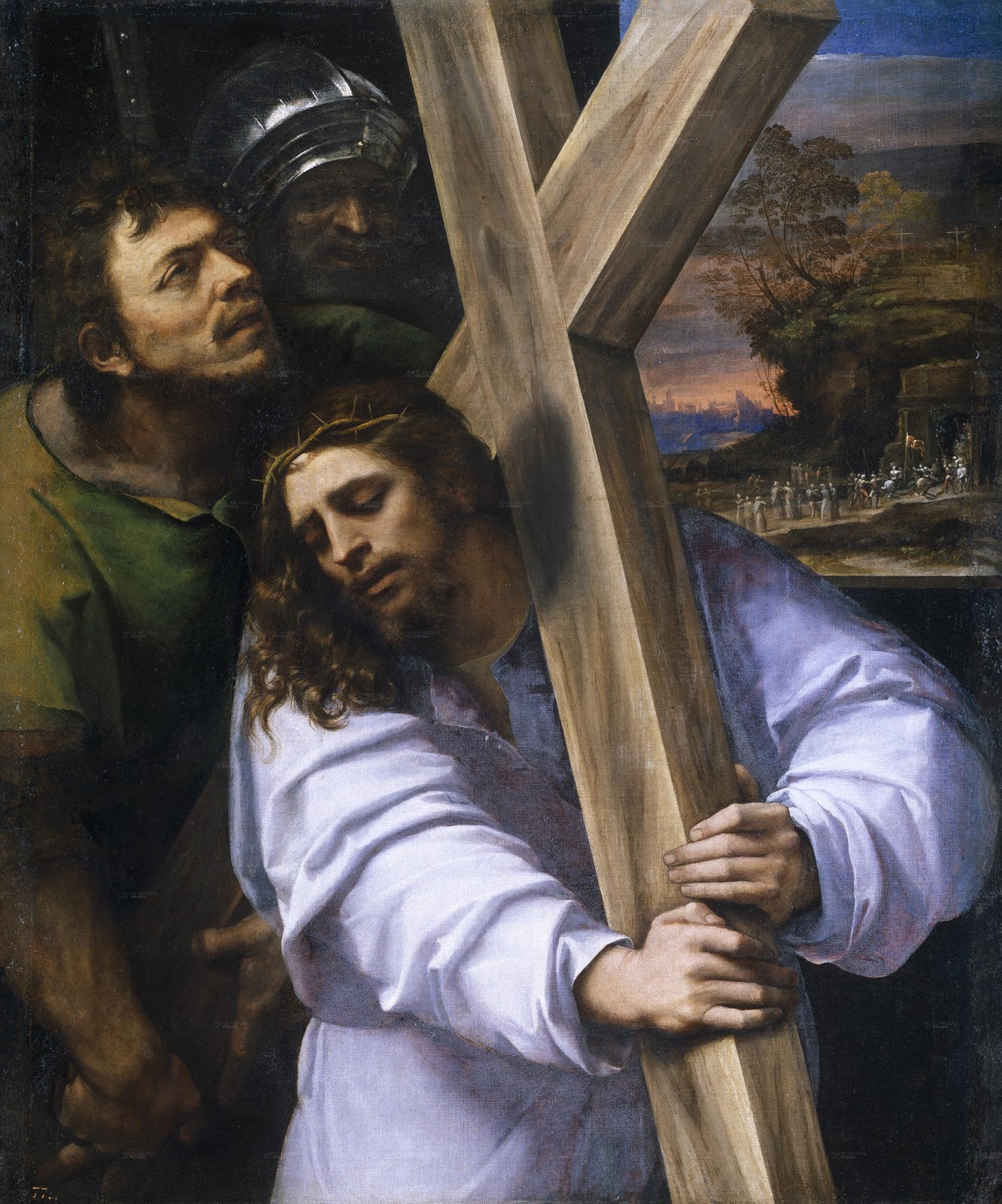
セバスティアーノ・デル・ピオンボ『十字架を担うキリスト』(1516年ごろ）プラド美術館

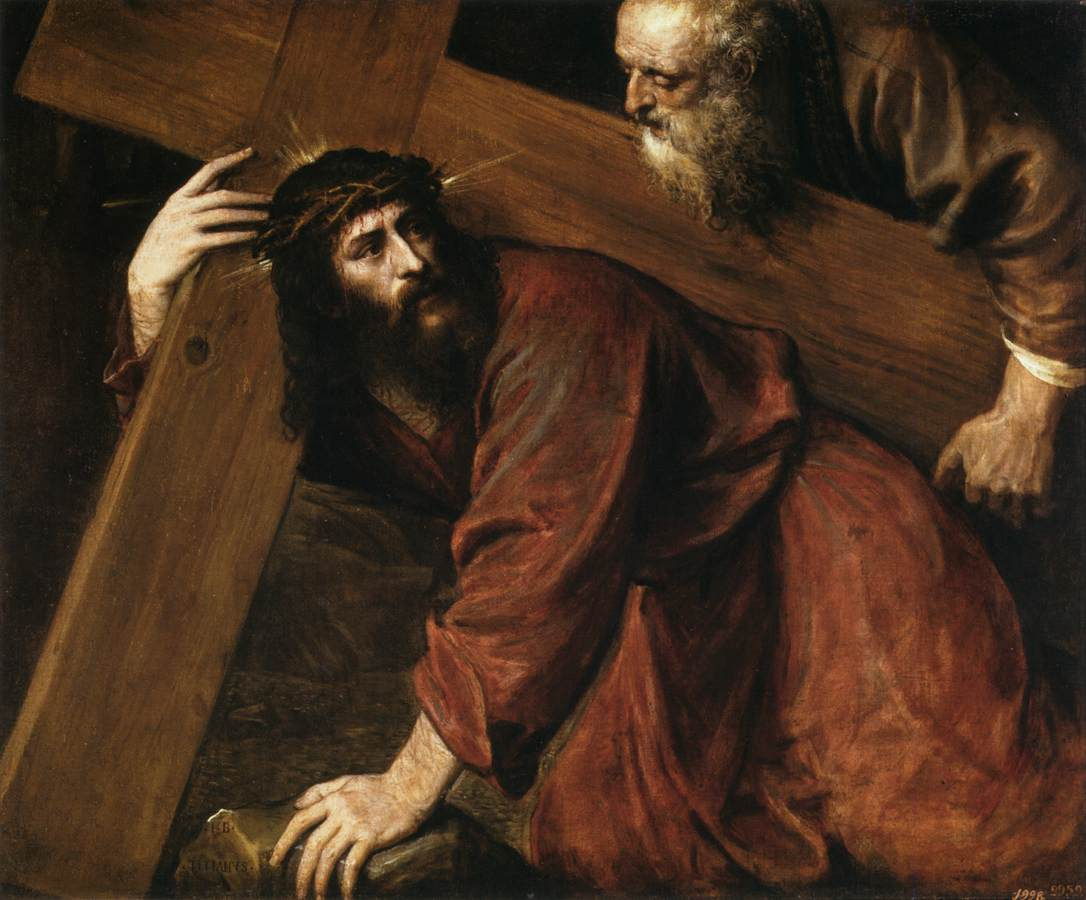
ティツィアーノ『十字架を担うキリスト』 (1560年ごろ) プラド美術館

『十字架を担うキリスト』（じゅうじかをになうキリスト、西: Cristo abrazado a la cruz、英: Christ Carrying the Cross）は、クレタ島出身のマニエリスム期スペインの巨匠エル・グレコが晩年の1597–1607年にキャンバス上に油彩で制作した絵画である。研究者ウェゼー (Wethey)  によるエル・グレコのカタログ・レゾネ (総作品目録) には、画家の同主題作が11点挙げられている。本作はその中で後期の作品でということになるが、1590年代 (1577-1587年ごろ) に制作されたメトロポリタン美術館の『十字架を担うキリスト』の構図を繰り返している。作品は1877年にマドリードのプラド美術館の所有となり、1882-1894年の間はサラゴサ大学に寄託されたが、その後プラド美術館に返還され、現在、美術館に展示されている。

## 作品
イエス・キリストは重い十字架を背負って、ゴルゴタの丘を登ったと伝えられているが、4つの福音書の中でこのことを記しているのは「ヨハネによる福音書」(19章17節) のみである。「マタイによる福音書」、「マルコによる福音書」、「ルカによる福音書」によれば、十字架を背負わされたのはキレネ人のシモンであった。
エル・グレコは、16世紀ヴェネツィア派の巨匠ティツィアーノなどが描く、重い十字架に打ちひしがれる苦悩の犠牲者キリストという叙述的な図像を採用していない。本作のキリストは外見的特徴において、画家が1577-1579年にトレド大聖堂のために描いた『聖衣剥奪』のキリストに等しい。
本作にはキリスト以外の人物は描かれておらず、場面も明らかではない。最前景に配されたキリストの姿も、極端に短く傾いた横木を持つ十字架も、低い視点から仰ぎ見るように描かれている。ゴルゴタの丘への途上にあると思われる半身像のキリストは、神聖な真理を象徴するサファイアの青色と、神聖な愛を象徴するルビーの赤色の衣服を着て、重い十字架を何の重み感じないかのような優しい手つきでそっと抱いている。
キリストが頭をわずかにもたげ、潤んだ大きな目で天を仰ぎ見る姿はすべてを受け入れるかのように諦観し、穏やかである。キリストのイバラの荊冠は菱形の光輪に強調されている。正確に描かれた冠には、柔らかい枝から出ている新芽や折れた枝までが1本1本表されている。イバラはキリストの額にきつく食い込み、傷口から流れ出す血の滴が首を汚す。しかし、キリストの精神的肉体的苦痛は表現されていない。贖い主であるキリストを待ち受けている犠牲を暗示するものは、画面の中で空間を示す唯一の表現となっている嵐を含んだような空だけである。キリストの劇的な道行を物語るその他のモティーフはことごとく排除され、キリストの姿と十字架の存在だけが際立っている。
16世紀後半のイタリアのセバスティアーノ・デル・ピオンボやティツィアーノ、スペインのルイス・デ・モラレスなどは、苦痛と疲労を表す「十字架を担うキリスト」を描いた。モラレスの小さな祈祷用絵画は1560年代から1580年代に非常に高く受容されたが、キリストを通して瞑想する中世の伝統につながる寓意性を持っていた。モラレスの作品の祈祷的特性はエル・グレコの作品にも継承されている。しかし、エル・グレコはモラレスの暗色の無地の背景を目を引く空によって置き換えているだけでなく、仰ぎ見るようなキリストの姿を彫刻的に見えるほど強調している。 
なお、エル・グレコの「十字架を担うキリスト」の図像は2種類に大別される。第1のタイプは、本作のようにキリストが進行方向に天を仰ぎ、両手を含めて上半身全体が描かれているタイプである。第2のタイプ (ティッセン＝ボルネミッサ美術館所蔵作など) は、キリストが首を曲げて斜めに天を仰ぐ姿がいっそう近くから捉えられているタイプである。どちらのタイプも極めて感傷的な性格を持っていることで共通している。

## エル・グレコの『十字架を担うキリスト』

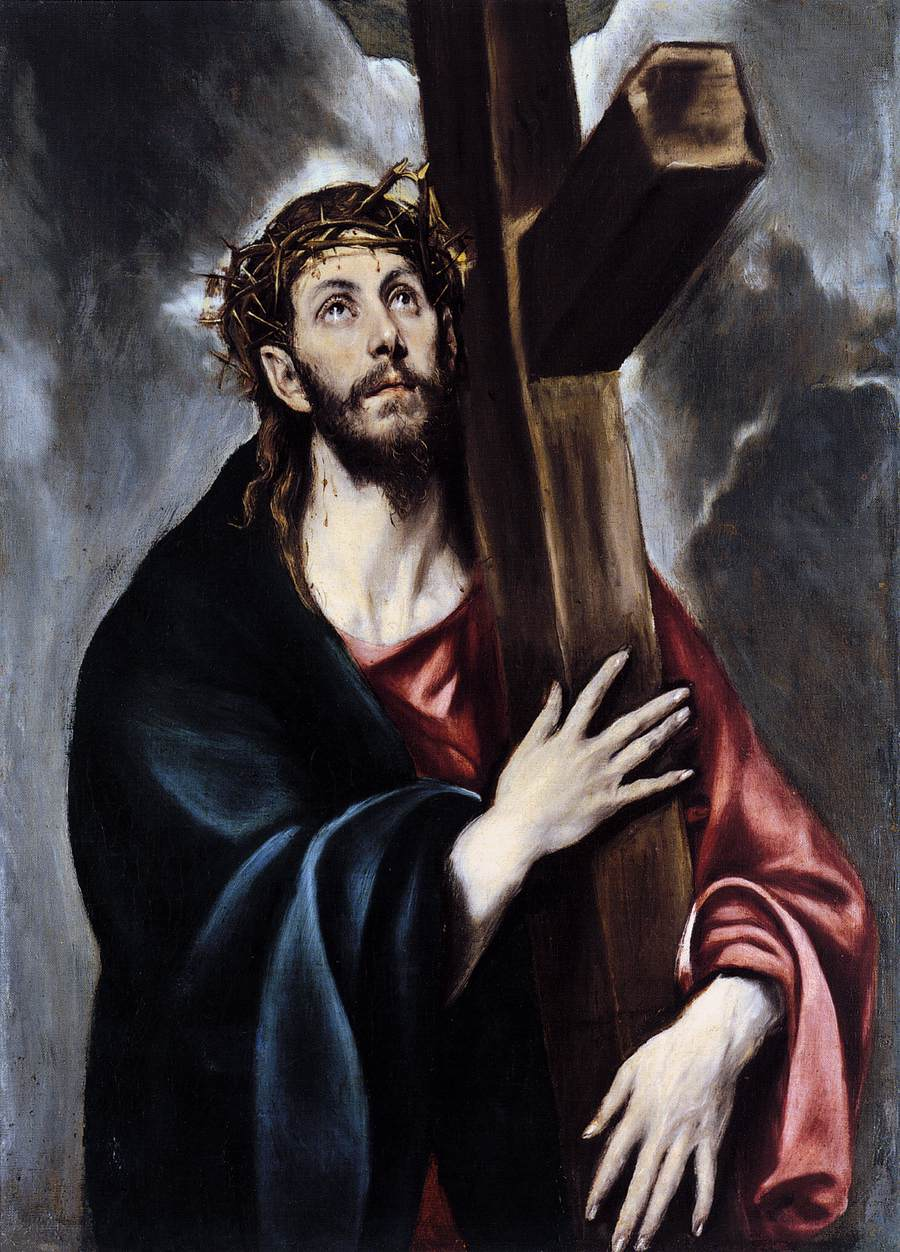
『十字架を担うキリスト』（1590年代）メトロポリタン美術館 (ニューヨーク)
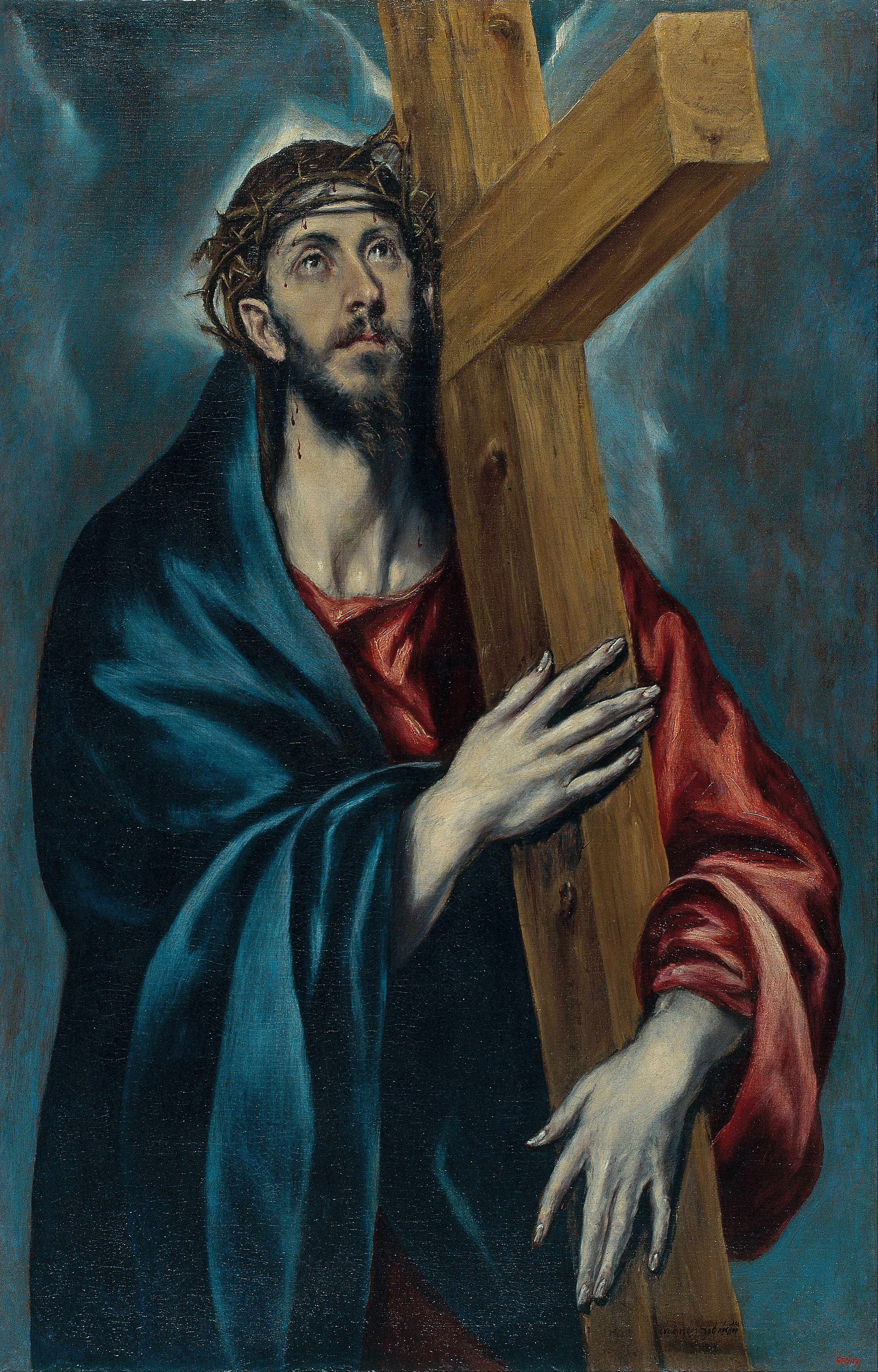
『十字架を担うキリスト』（1590-1595年ごろ）カタルーニャ美術館 (バルセロナ)
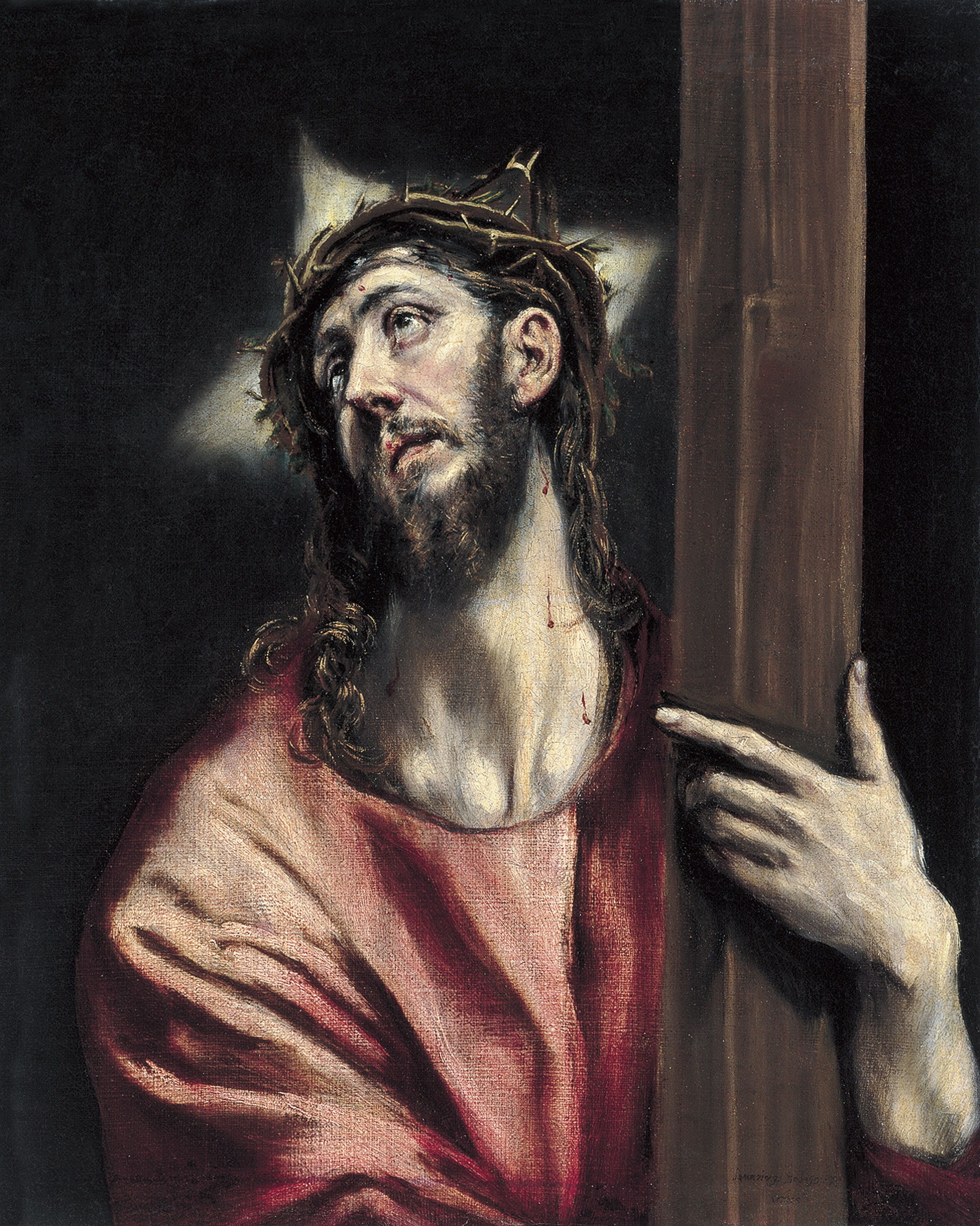
『十字架を担うキリスト』（1590年ごろ）ティッセン＝ボルネミッサ美術館 (マドリード)
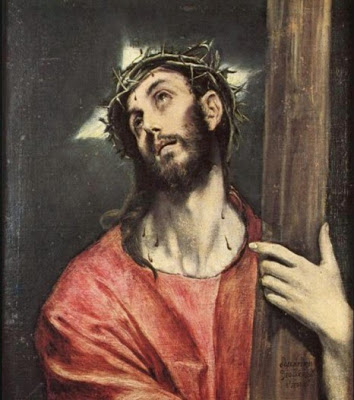
『十字架を担うキリスト』（1590-1595年ごろ）シンタス財団 (Cintas Foundation)